# Vietnam Airlines
A Vietnam Airlines Corporation é a principal companhia aérea do Vietnã. Ela foi formada em 1993, depois de reunir diversas empresas de serviços. A empresa é supervisionada por um conselho de administração sete-assento, cujos membros são nomeados pelo primeiro-ministro.

## Frota

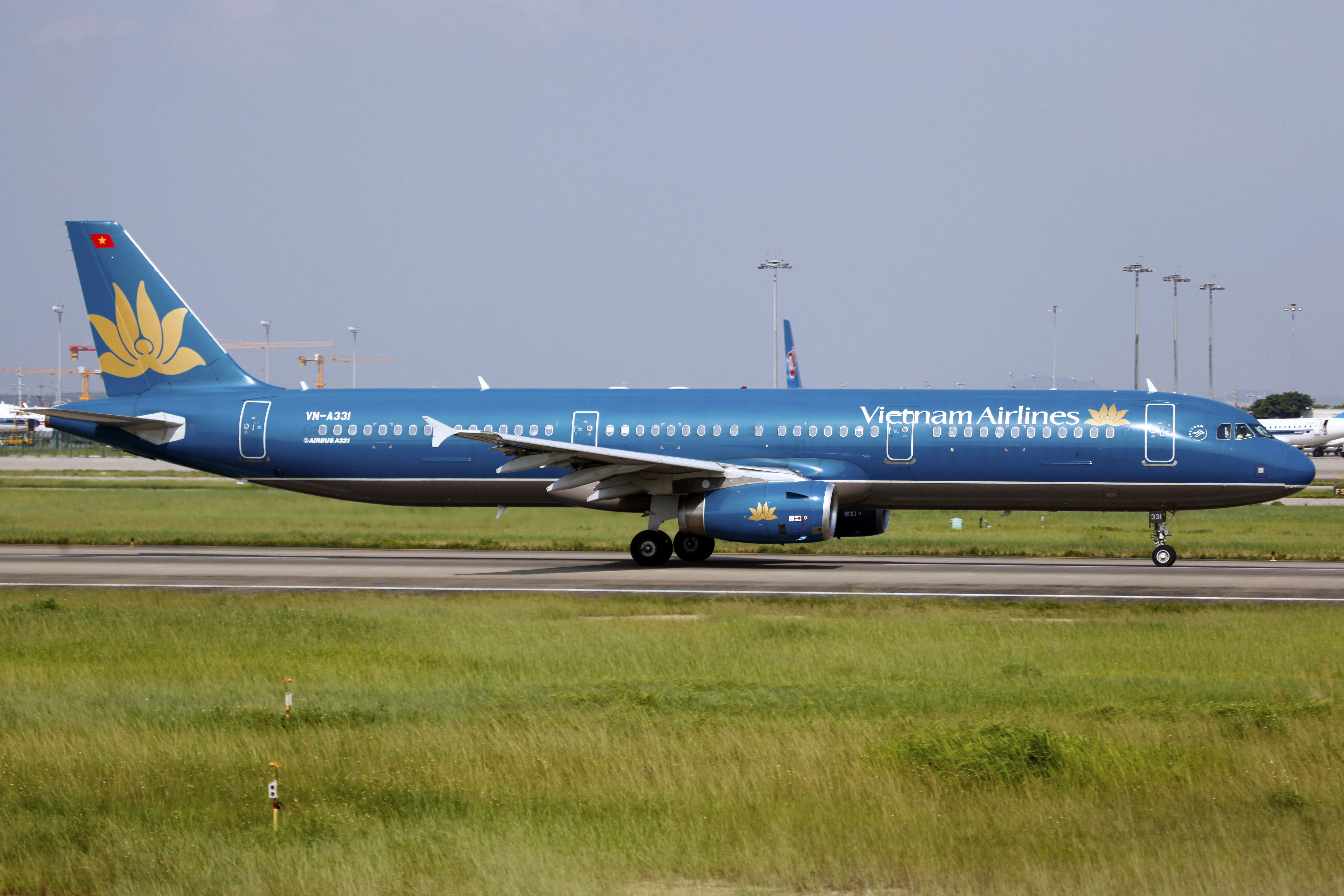
Airbus A321 da Vietnam Airlines.

Com a data de 24 de Abril de 2016 a Vietnam Airlies tem 91 aeronaves :
| Aeronave         | Total | Pedidos | Passageiros (Executiva/Econômica de luxo/Econômica) | Notas                                                                                    |
| ---------------- | ----- | ------- | --------------------------------------------------- | ---------------------------------------------------------------------------------------- |
| Airbus A321-231  | 54    | 0       | 184 (16/0/168)                                      |                                                                                          |
| Airbus A330-200  | 9     |         | 266 (24/0/242)                                      | Entrenimento a bordo no sistema VoD Rotas domésticas e internacionais de média distância |
| Airbus A350-900  | 40    | 3       | N/A                                                 | Entregue em 2015                                                                         |
| ATR-72           | 12    |         | 66 (0/0/66)                                         |                                                                                          |
| Boeing 777-200ER | 50    |         | 307 (25/54/228) 325 (35/0/290) 338 (32/0/306)       | Entrenimento a bordo no sistema VoD Rotas domésticas e internacionais de longa distância |
| Boeing 787-9     | 07    | 4       |                                                     | Entrenimento a bordo no sistema VoD Rotas domésticas e internacionais de longa distância |
| Total            | 91    | 7       |                                                     |                                                                                          |